# Universidad Academia de Arte
La Universidad Academia de Arte (Academy of Art University en idioma inglés), denominada anteriormente Academy of Art College, es una universidad privada de arte fundada en San Francisco, California, en 1929 por Richard S. Stephens. Con una matrícula de más de 13 000 estudiantes, la academia se encuentra entre las mayores escuelas de arte y diseño de los Estados Unidos.	

## Historia
La Academia se estableció en 1929 en San Francisco como una Academia de Arte y publicidad por Richard S. Stephens, un pintor de bellas artes y director creativo de la revista Sunset. Ayudado por su esposa, Clara Stephens, abrió la nueva escuela en el 215 de Kearny Street para enseñar arte y publicidad. En los siguientes años contrató a un profesor de arte y diseño para enseñar a los futuros profesionales. En 1933 el plan de estudios se amplió para incluir la ilustración de moda y un Departamento de Bellas Artes en 1936.
Su hijo, Richard A. Stephens, se hizo cargo de la dirección de la escuela después de graduarse de la Universidad de Stanford en 1951. Durante la administración del hijo la Academia amplió su matrícula de 50 a 5.200 estudiantes. Richard A. Stephens supervisó la expansión continua de los departamentos principales, añadiéndole un Departamento de Fundaciones, que ofrece cursos en los principios básicos del arte y del diseño, junto con otros departamentos de Bellas Artes. En 1966, la escuela se constituyó como la Academia de Arte College, y la Oficina de Educación Privada Postsecundaria y vocacional de California concede la autoridad para conferir el título de grado de Bellas Artes ese mismo año. En 1977, la Academy of Art College añadió la asignatura de Bellas Artes a su programa de ofertas de grado, marcando la inauguración de su escuela de postgrado. Más tarde se aprueba el programa de Maestría en 1983. En 1992 Elisa Stephens, nieta del fundador de la escuela, sucedió a su padre, Richard A. Stephens, como presidente de la escuela.

## Programas académicos
La Academy of Art University ofrece enseñanza tanto presencial, en el campus (dirigida por un instructor) como educación a distancia (en línea) y programas de certificación en sus programas de bellas artes. Estos programas incluyen el grado de asociado Associate of Arts (AA), los grados Bachelor of Arts (BA) y Bachelor of Fine Arts (BFA), y los títulos de máster (posgrado) Master of Arts (MA), Master of Fine Arts (MFA) y Master en Arquitectura (M. Arch ), además de programas de certificación para el enriquecimiento personal. La academia ofrece programas de grado y certificado en 14 materias principales: Publicidad, Animación y Efectos Visuales, Arquitectura (M. Arch únicamente), Arte para PC y Nuevos Medios, Arte y Comunicaciones Digitales (AA y sólo BFA), Moda, Bellas Artes, Diseño Gráfico, Ilustración, Diseño Industrial, Arquitectura Interior y Diseño, Comunicación Multimedia, Cine y Televisión y Fotografía.

## Instalaciones
La Academy of Art University imparte las clases en una serie de edificios, la mayoría situados a unos metros los unos de los otros, en el centro de San Francisco. Varios de los edificios son importantes estructuras históricas, en algunos casos comprados por la academia para su conservación de la demolición o remodelación comercial. La academia también es propietaria de una serie de estudios de arte sin fines de lucro del Instituto de Arte de San Francisco. La residencia y todas las instalaciones de edificios académicos están vinculadas por un amplio servicio de autobús escolar, sistema utilizado por los estudiantes y empleados de la escuela. La academia ha convertido algunos de sus edificios en dormitorios por sus alumnos a tiempo completo. Algunos de los edificios que la escuela convirtió en dormitorios ocupan las estructuras que se construyeron a principios del siglo XX.